# Princesse Hatsusebe
La princesse Hatsusebe (泊瀬部皇女, Hatsusebe no himemiko) (décédée le 28 mars 741) est une fille de l'empereur Tenmu. Sa mère est dame Kajihime dont le père est Shishibito no Omi Ōmaro. Ses frères et sœurs sont le prince Osakabe, le prince Shiki et la princesse Taki.
Elle doit épouser le prince Kawashima qui a pris part à la conspiration de la rébellion du prince Ōtsu, d'Osakabe et Shigi en 686 mais les a trahis. En raison de sa trahison, leur complot est dévoilé avant de pouvoir être mis en œuvre et les conspirateurs sont tous puni sauf Kawashima.
Elle ne s'est jamais remariée après la mort de Kawashima en 691 et meurt le 28e jour du 3e mois de 741.

## Source de la traduction
- (en) Cet article est partiellement ou en totalité issu de l’article de Wikipédia en anglais intitulé « Princess Hatsusebe » (voir la liste des auteurs).